# Gercsák Balázs
| Gercsák Balázs                            | Gercsák Balázs                            |
| Kattints az alábbi külső linkek egyikére! | Kattints az alábbi külső linkek egyikére! |
| ----------------------------------------- | ----------------------------------------- |
| Nem található szabad kép.(?)              |                                           |
| külső link · jogvédett                    | Gercsák Balázs. Sport Híradó.             |

Gercsák Balázs (Budapest, 1986. október 14. –) magyar úszó. Versenyszáma: férfi 400 gyors.
A Csik Ferenc Általános Iskolában és Gimnáziumban tanult. A 2008. évi nyári olimpiai játékokon versenyzett Pekingben és a 2004. évi nyári olimpiai játékokon is szerepelt (16. 4x200 gyorsváltó). Jelenleg a Jövő SC tagja. Edzője: Széles Sándor, Kovácshegyi Ferenc, Virth Balázs. Nevelő edzője: Pozsgai Gábor.